# سیارک ۱۸۶۶۲
سیارک ۱۸۶۶۲ (به انگلیسی: 18662 Erinwhite، نامگذاری:1998FV42) هجده هزار و ششصد و شصت و دومین سیارک کشف شده‌است که در ۲۰ مارس ۱۹۹۸ کشف شد.
قدر مطلق سیارک برابر ۱۷.۸ است.